# برگ‌چین سینه‌اخرایی
برگ‌چین سینه‌اخرایی (نام علمی: Anabacerthia lichtensteini) نام یک گونه از سرده برگ‌چین‌ها است.